# Agent A
Agent A: A Puzzle In Disguise — это инди-игра, приключенческая головоломка, разработанная и опубликованная австралийской независимой студией Yak & Co. Выпуск игры состоялся изначально 28 октября 2015 года для мобильных устройств iOS, в течение следующих нескольких лет, Agent A была выпущена для PC, Nintendo Switch, PlayStation 4, Xbox One, macOS, iOS и Android. Разработка игры велась около четырёх лет. Игровая механика игры была перенята у The Room, однако разработчики сделали ставку на оригинальный художественный стиль, созданный под впечатлением классических шпионских фильмов середины XX века, а также в целом антуража 60-х годов.
Задача игрока сводится к тому, что он должен проникнуть в секретное убежище вражеской шпионки Руби Ля Руж и положить конец её злым планам. Сама усадьба Руби наполнена разными тайниками и головоломками которые герой должен разгадать.
Оценки игры можно охарактеризовать в целом, как положительные. По версии агрегатора Metacritic средняя оценка Etherborn варьируется от 71 до 81 баллов в зависимости от платформы. Основная масса обзоров пришлась на мобильную версию и Nintedo Switch. Критики похвалили игру за её художественную эстетику и дизайн уровней, однако сочли головоломки недостаточно сложными.

## Сюжет и игровой процесс
Agent A представляет собой приключенческую псевдодвухмерную головоломку, выполненную в антураже шпионского триллера из 60-х годов. В игре необходимо играть за шпиона, работающего на шефа Эрмина Д Скайса, которому поручено задержать шпионку и террористку Руби Ля Руж незадолго до того, как она взорвет круизный лайнер, убивая людей, в том числе и Скайса и сбежит. Сама злодейка воплощает архетип женского персонажа femme fatale.
Главный герой с кодовым именем «Агент А» затем проникает в её роскошную виллу чтобы провести предварительное исследование её логова. Однако злодейка в курсе того, что в её дом пробирается шпион и запирает все двери в вилле, чтобы «поиграть» с героем. Сами апартаменты Руби испещрены разного рода тайниками и головоломками и подсказками для их решения. Герой должен в начале попытаться выбраться из виллы. Всего в игре представлено пять глав. В начале Агент А должен выбраться из виллы, затем оказывается заключён в подземном бункере, испещрённом головоломками, в попытке выбраться от туда на потеху Руби. Злодейка подрывает комнату с героем, но не подозревает, что он выжил и теперь тайно перемещается в апартаментах Руби и на территории её острова. Герой узнаёт, что Руби также работает на Эрмина Д Скайса, который, как оказывается является двойным агентом и выжил после теракта. Скайс был заинтересован в смерти Агента А, а также избавлялся от предыдущих агентов руками Руби. Однако злодеи не подозревают, что герой жив, а сам Агент А должен тайно подорвать планы Руби и не допустить её побег из острова на подводной лодке.
Перемещение персонажа происходит переходом из одной сцены в другую — вперёд и назад. Чтобы переместиться вперёд, нужно нажать пальцем по сцене, а чтобы вернуться назад — два раза нажать по экрану, или же нажать на стрелку верхнем левом углу. Сами головоломки требуют взаимодействовать с предметами, находить недостающие детали, объединять их, вращать, перемещать, нажимать рычаги, решать настольные головоломки и искать подсказки, подбирать правильный код и так далее. Часто от игрока требуется перемещаться между комнатами для решения головоломок.

## Разработка и выход
Созданием игры занималась независимая австралийская студия разработчиков видео-игр Yak & Co, состоящая из программиста Джейсона Ролингса и арт-директора, игрового дизайнера Марка Уайта. Команда с самого начала решила, что создаст повествовательную игру-головоломку, заметив, что на фоне большой конкуренции премиальных мобильных игр, головоломки и «укажи-и-щёлкни» всегда пользуются определённым спросом у игроков.
Изначально созданный прототип под названием Snowy Village обладал визуальным стилем, напоминающем мобильную инди-игру от Fire Maple’s — The Lost City 2012 год выпуска. С одной стороны тест-игроки были довольны дизайном уровней и головоломок, однако никого не зацеплял художественный стиль игры. В итоге команда решила связать тему игры со шпионажем. Сам Уайт признался, что является поклонником фильмов о Джеймсе Бонде, ранних фильмов с Шоном Коннери, а также сериала «Напряги извилины». Видя успех игры The Room, команда решила создать игру с аналогичным игровым процессом, однако своим оригинальным художественным стилем. Всего на разработку у команды ушло около четырёх лет.
Уайт заметил, что команда при разработке Agent A одинаково уделяла много внимания как и визуальному стилю, так и игровому дизайну, заметив, что оба данных аспекта крайне важны для хорошей игры, так как первое привлекает игрока, а второе удерживает его интерес к игре. «Мы действительно пытались создавать головоломки таким образом, чтобы вы почувствовали себя умнее, когда решаете их. Например, если вы будете пристальнее приглядываться к деталям, вы можете заметить подсказку, которая поможет вам решить головоломку… как хороший секретный агент!». Хотя с точки зрения игрового дизайна, Agent A является достаточно типичным представителем жанра укажи-и-щёлкни, разработчики надеялись привлечь новую игровую аудиторию с помощью новаторского для данного жанра визуального стиля. По этой же причине команда решила сохранить баланс сложности в головоломках, по возможности избегать использование «уродливых инструкций» и делать все головоломки «самоочевидными», в том числе чтобы игрок мог играть в Agent A в своём темпе. Также для отладки сложности головоломок, игру пробовали около 100 человек с помощью Test Flight. Вместе с добавлением новых глав, команда, следуя отзывам критиков и игроков, решила несколько повысить сложность головоломок. Что касается самого главного героя «Агента А», разработчики подтвердили, что у главного героя нет пола, таким образом, чтобы игрок мог сам себя поставить на место агента и самому решить какого пол он или она.
Дизайнер в том числе заинтересовался творчеством современного художника Кевина Дарта, а также был очарован творчеством художника Джоша «Шэга» Эйгла, который в своих картинах совмещал ретро-стиль из 60-х годов и тёмный стилизованный мир. Однако Уайт хотел разработать собственный стиль, поэтому принялся изучать архитектуру и мебель 60-х годов, а также использованные на них текстуры. Фактически создание уровней началось с грубых чёрно-белых чертежей «greybox», после чего контрастные тени начинали постепенно приобретать свой стиль. Затем ведущий программист Джейсон Ролингс моделировал несколько шейдеров для движка Unity, позволяющих управлять градиентами на плоских незатемнённых поверхностях. Полученный в итоге стиль представлял собой имитацию минималистского двухмерного дизайна с острыми углами и контрастными тенями и цветовой палитрой в стиле technicolor из 60х и 70х годов. При том, что сцены в игре оставались по прежнему трёхмерными с возможностью перемещения камеры между комнатами. Разработчики при написании сюжета вдохновлялись фильмами о Джеймсе Бонде, в частности с участием актёра Шона Коннери
Впервые тизер игры был продемонстрирован 8 апреля 2015 года, а полноценный трейлер был показан 26 октября 2015 года. Agent A была продемонстрирована на мероприятии Penny Arcade Expo. Выход игры состоялся 28 октября 2015 года на iOS, 19 октября 2016 года для Android, 29 августа 2019 года для персональных компьютеров, игровых приставок PlayStation 4, Xbox One и портативных устройств Nintendo Switch. Также в течение 2016 года в игру были добавлены обновления, добавляющие третью, четвёртую и пятую часть глав, завершающих историю.

## Критика
| Сводный рейтинг    | Сводный рейтинг                                            |
| Агрегатор          | Оценка                                                     |
| ------------------ | ---------------------------------------------------------- |
| Metacritic         | 81/100 (iOS) 77/100 (ПК) 71/100 (Xbox One) 79/100 (Switch) |
| Иноязычные издания |                                                            |
| Издание            | Оценка                                                     |
| AppAdvice          | 90 %                                                       |
| TheXboxHub         | [ 18 ]                                                     |
| TouchArcade        | [ 11 ]                                                     |
| 148Apps            | [ 19 ]                                                     |
| Adventure Gamers   | [ 20 ]                                                     |

Оценки игры можно охарактеризовать в целом, как положительные. По версии агрегатора Metacritic средняя оценка Etherborn варьируется 71 до 81 баллов в зависимости от платформы. Основная масса обзоров пришлась на мобильную версию и Nintedo Switch.
Критик сайта Appadvice заметил, что Agent A идеально подойдёт игрокам, любящим атмосферные приключенческие головоломки и по праву может называться одной из лучших игр на iOS. Представленное управление интуитивно простое и сразу же будет понятно игроку, знакомому с играми данного жанра. Критик также назвал визуальный стиль потрясающе красивым, отсылающим к антуражу 60-х годов и поданным через призму мультипликационного стиля с насыщенными и пастельными цветовыми оттенками. Хотя с точки зрения сюжета, Agent A выгладит, как довольно старый и стереотипный шпионский фильм. Критик также похвалил музыкальное сопровождение, заметив, что моментами оно передаёт напряжённую атмосферу, но и почти незаметно, когда игрок погружен в очередную головоломку. Критик сайта Toucharcade заметил, что с точки зрения игрового процесса, Agent A не предлагает ничего революционного, однако разработчикам в полной мере удалось создать то, что называется увлекательной игрой, предлагающей качественный контент. Также критика озадачил факт абсолютного отсутствия каких либо элементом мистики и эзотерики, крайне типичных для игр подобного жанра, в итоге игровой процесс чувствуется крайне естественным. Сами представленные головоломки критик охарактеризовал, как не очень сложные. Со одной стороны это может разочаровать игроков, любящих крайне сложные задания, с другой стороны люди, любящие наслаждаться атмосферной игрой по достоинству оценят Agent A. Однако рецензент был разочарован окончанием игры, заметив, будто история обрывается на самом интересном моменте. Представитель сайта NintendoWorldReport назвал Agent A типичным представителем жанра escape the room с простым, но эффективным элементом повествования и честным, но интересным дизайном головоломок, что делает игру подходящей для широкой игровой аудитории. Хотя главы сильно различаются в своём содержании и длине, они отлично работают в рамках сюжетного ритма. То, как главный герой пробирается через укрытия Руби также хорошо прописано. Отдельно сюжетная линия не очень впечатляет, однако она служит скорее задним фоном для передачи антуража шпионского триллера 1960-х годов.
Некоторые критики оставили сдержанные отзывы об игре, например представитель сайта The Overpowered Noobs увидел в игре явные отсылки к старым фильмам о Джеймсе Бонде как и в лучшем, так и в худшем плане. В частности что касается того, как игра демонстрирует глупые и небольшие наблюдения Агента А. При этом критик заметил, что игра и не пытается скрывать этого, предлагая к несерьёзному сюжету мультипликационный, «очаровательный и примитивный» стиль. Тем не менее критик по прежнему остался разочарованным уровнем сложности головоломок, заметив, что игра в Agent A представляет собой скорее не логический штурм, а игру методом проб и ошибок, а главный персонаж в итоге никак не чувствуется шпионом.